# 陈师锡

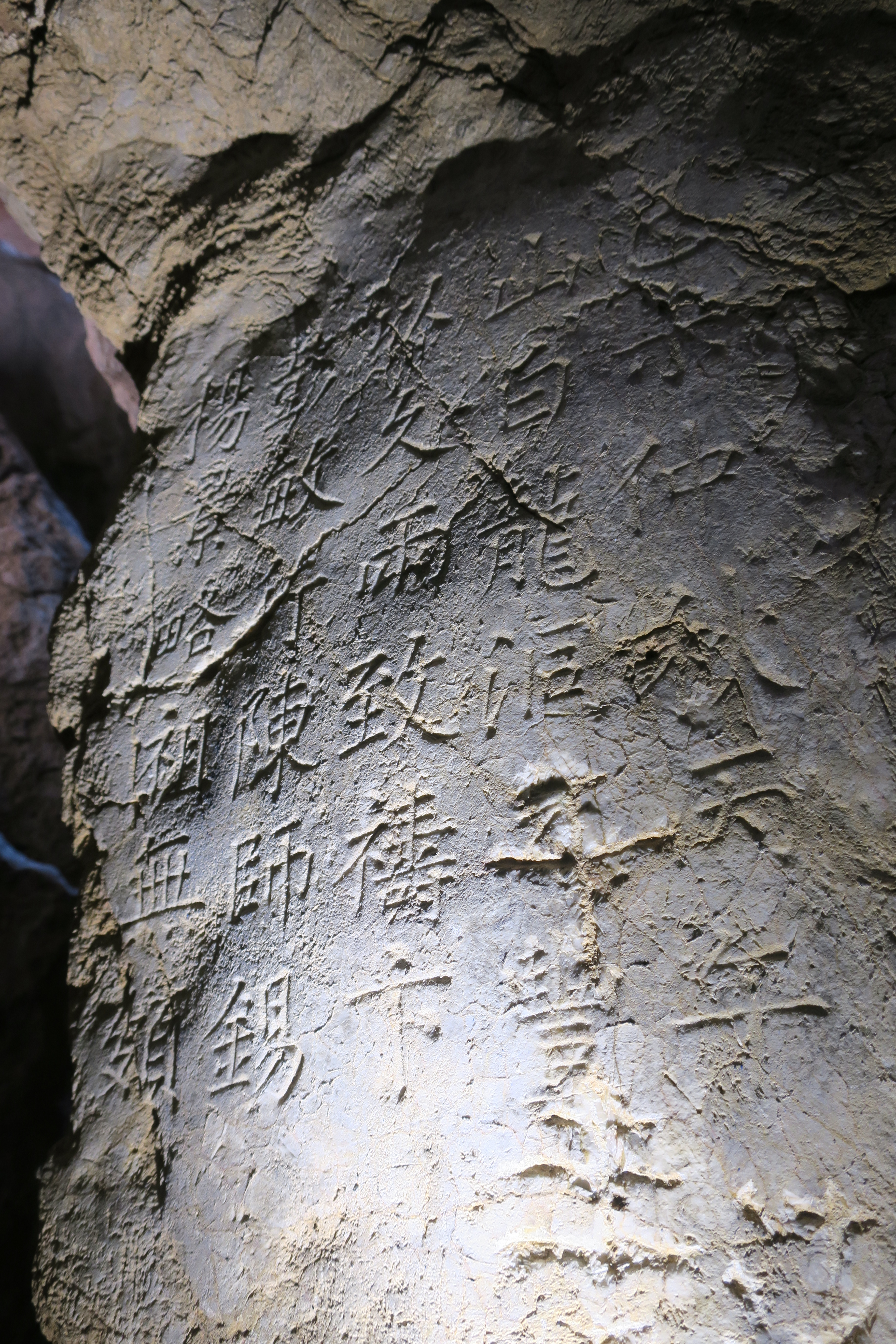
陳師錫與友人在湖州弁山留下的題名：楊景略、祖無頗、彭敏行、陳師錫，以久雨致禱卞山白龍洞。元豐己未仲秋丙午。

陈师锡（1057年—1125年），字伯脩，建州建阳（今属福建）人。

## 生平
熙宁九年（1076年）癸丑科進士第三人。知临安县，擔任监察御史。与陈瓘齐名，时人称为“二陈”。元祐初，被苏轼推薦为秘书省校书郎，加秘阁校理。後升調工部員外郎，提点开封。因軍中士兵喧嘩鼓譟，罢知解州，历知宣州，苏州。徽宗時，召拜殿中侍御史，上疏言蔡京、蔡卞誤國，不久出知颍（今安徽阜陽）、庐（今安徽合肥）、滑（今河南滑縣）三州。因朋党勾结的罪名，贬到衡州做监酒，後削籍安置郴州（今湖南郴州）。时称闲乐先生。紹興年間，被追贈為龍圖閣學士。

## 延伸阅读
[在维基数据编辑]
 《宋史·卷346》，出自脱脱《宋史》